# Torre de TV Digital de Brasília
A Torre de TV Digital
A Torre de TV Digital de Brasília é uma torre de transmissão televisiva, projetada para transmitir o sinal de TV Digital para todo Distrito Federal e algumas cidades do Entorno. A estrutura, conhecida como "Flor do Cerrado", fica no Setor Habitacional Taquari e foi inaugurada em 2012, sendo o último projeto de Oscar Niemeyer a ser concluído antes da morte do arquiteto. 

## História
A Torre de TV Digital teve sua construção iniciada no dia 15 de junho de 2009. A inauguração deu-se em 21 de abril de 2012, no 52º aniversário de Brasília. O Habite-se foi conferido mesmo sem que alguns detalhes construtivos tivessem sido finalizados. Foi o último projeto de Oscar Niemeyer edificado antes de sua morte, o que ocorreu em 5 de dezembro do mesmo ano. Custou 76,2 milhões de reais, acima do orçamento previsto de 64 milhões.
Infelizmente, pouco tempo depois de sua inauguração a Torre Digital apresentou vários problemas ligados à estética e à estrutura. Foram detectadas infiltrações que deram origem a várias patologias, como manchas e fissurações. Essas questões levaram à realização de uma vistoria, por parte do Tribunal de Contas da União (TCU), ainda no ano de 2014, e devido aos resultados, à interdição do monumento.
De 2013 a 2015 a torre foi fechada para reforma por ter problemas estruturais e de acessibilidade. Neste período também foram instalados mais transmissores de TV. Em maio de 2015, uma auditoria apontou falhas no projeto e execução da torre. Foi mais uma vez fechada, reabrindo apenas em 2018.
Em 2019, um edital foi aberto pelo Governo do Distrito Federal, mais especificamente pela Terracap, para a concessão privada da administração da torre. A concessão estava prevista para durar 15 anos.

## Uso, funcionamento e manutenção
É a primeira torre de transmissão de TV Digital coletiva, onde a mesma torre retransmite o sinal de várias emissoras (como a Rede Globo), as que fizeram um acordo para a construção da mesma, reduzindo o custo da obra. É considerada um ponto turístico de Brasília. Segundo Luiz Cláudio Costa, da ABRATEL, o projeto poderá ser replicado em outras regiões do Brasil.
Infelizmente, o monumento é um exemplo do usual descaso com as obras públicas no Brasil, pois mesmo depois da sua inauguração, nunca teve seu funcionamento por completo. Em Brasília há alguns exemplares de monumentos que, mesmo tombados pela UNESCO, acabam deteriorando-se por falta de manutenção e por outros aspectos de descaso com o patrimônio público.
A dissertação de mestrado em Estruturas e Construção Civil na Universidade de Brasília (UnB), de autoria de Fellipe Sobreira Soares, publicada em 2017, propôs estratégias para um programa de manutenção, inclusive preventiva, para o monumento.

## Arquitetura e engenharia
A torre fica situada na região administrativa do Lago Norte, no Setor Habitacional Taquari, num dos pontos mais altos do Distrito Federal, (1 215 m acima do nível do mar). A região se denomina "Alto Colorado", e se encontra próxima à Região Administrativa de Sobradinho. O terreno possui 40.000 m², e se localiza a aproximadamente a 20 km do centro de Brasília. O terreno foi o escolhido com a ajuda da ANATEL.
O monumento é um projeto do arquiteto Oscar Niemeyer, com 182 m de altura (equivalente a um prédio de 62 andares), sendo 120 metros de concreto armado, 50 metros de estrutura metálica e uma antena de 12 metros. No primeiro dia de visita passaram pelo local 2 370 visitantes.
A base cilíndrica funciona como um "caule" que exibe duas "hastes" de vidro que abrigam dois espaços cobertos: de um lado, aos 60 m, funciona um salão para exposições, onde se encontra uma maquete de Brasília, semelhante à exposta no Espaço Lúcio Costa na Praça dos Três Poderes.; do outro lado, aos 80 m, foi anunciado em 2016 que funcionará um bar/café, que ainda não tem previsão de inauguração. Aos 110m de altura, há um mirante com vista de 360º.
A fundação do edifício está a 13,4 m de profundidade e se constitui de um bloco de concreto armado, de 2 000 m³, com seção variável, com sua altura variando entre 2,50m a 4,0m. Este bloco contém 246 estacas do tipo raiz verticais e inclinadas com diâmetro nominal de 41 cm.
Após testes que analisam a vibração da torre em relação à ação do vento, concluiu-se que ela se encontra no limite considerado como vibração perceptível, de acordo com as prescrições do Comitê Euro-International du Beton. Dessa maneira, a Torre de TV Digital não gera desconforto ao usuário em termos de vibração.
Assim como em outras obras de autoria do arquiteto, a volumetria do edifício vem de uma relação entre arquitetura e engenharia. Ou seja, a participação de grandes engenheiros nos processos de concepção dos projetos arquitetônicos foi essencial para a efetivação de obras como a Torre de TV Digital. Nesta obra, foi responsável pelos cálculos estruturais José Carlos Sussekind, engenheiro com longa trajetória de parceria com Oscar Niemeyer. Outros projetos em que trabalharam juntos foram o Museu Oscar Niemeyer de Curitiba e os projetos do Caminho Niemeyer em Niterói, e o Museu Nacional Honestino Guimarães, também em Brasília. Niemeyer era um arquiteto que valorizava o trabalho do engenheiro - o que não é algo sempre usual. No documentário "A vida é um sopro", dirigido por Fabiano Maciel e lançado em 2007, Niemeyer comenta sobre sua vida e obra e afirma: "Eu valorizei o trabalho do engenheiro. E lá em Brasília, quando uma estrutura se concluía a arquitetura já estava presente. [...] Arquitetura e Estrutura como coisas que nascem juntas e juntas devem se enriquecer". Niemeyer também trabalhou com outros importantes engenheiros nacionais, como Emílio Baumgart, Bruno Contarini, e Joaquim Cardozo.

## Literatura acadêmica sobre a obra
Segundo levantado por Fellipe Sobreira Soares, em dissertação de mestrado publicada em 2017, há um número pequeno de trabalhos científicos publicados que analisem esta obra de arquitetura e engenharia. Nesta altura, antes da publicação da dissertação, havia sido encontrado apenas um artigo científico, de autoria de Marco Aurélio Bessa, Marcio Augusto Roma Buzar, Lenildo Santos Silva e Leonardo da Silveira Pirillo Inojosa, publicado em 2013; e um livro, denominado "Flor do Cerrado", publicado em 2012 por Silvestre Gorgulho. 

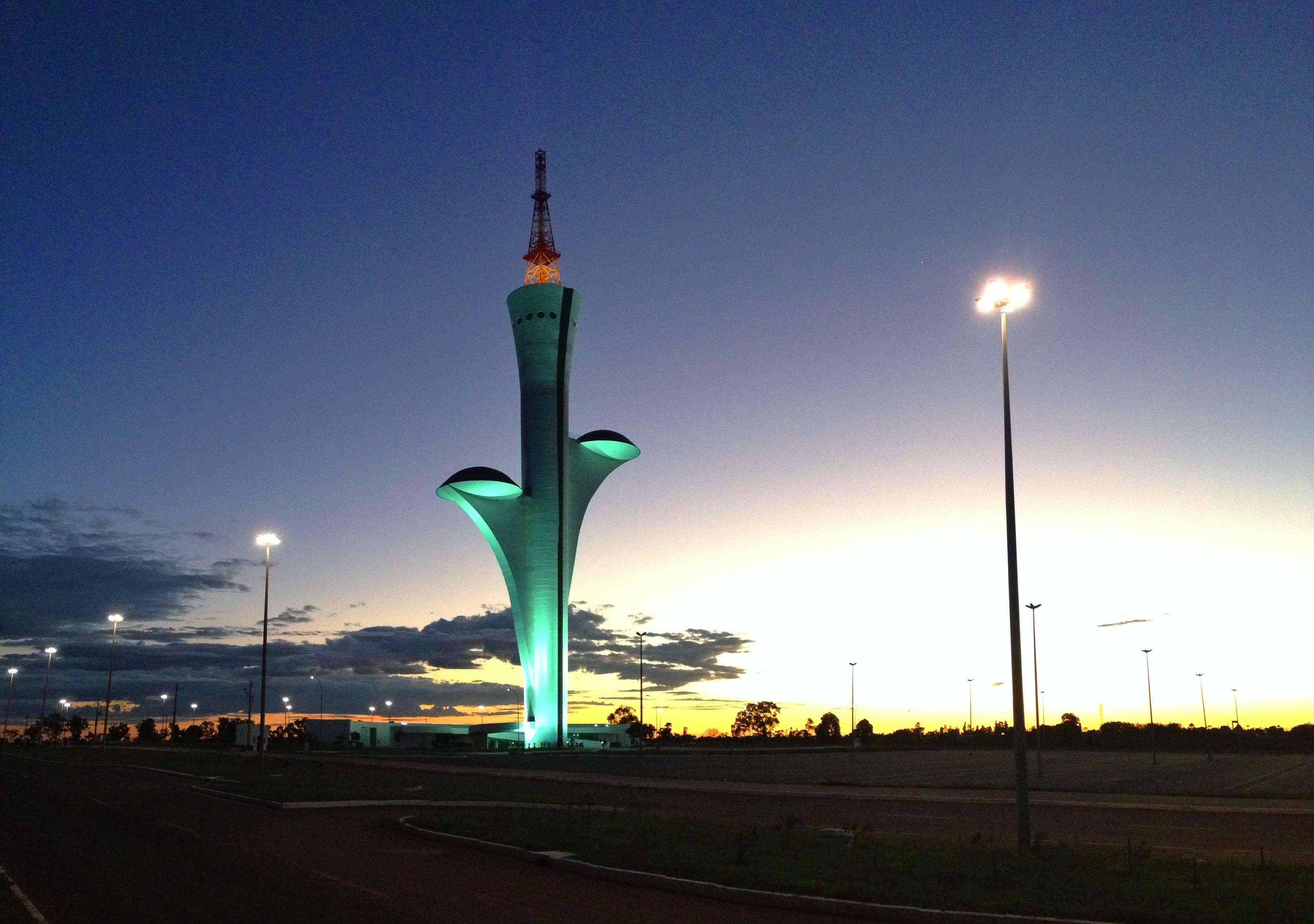
Iluminação da "Flor do Cerrado"